# Yakubu Aiyegbeni
Yakubu Aiyegbeni (* 22. November 1982 in Benin City), genannt Yakubu, ist ein nigerianischer ehemaliger Fußballspieler.

## Karriere

### Im Verein
Der erste Verein des Stürmers war Julius Berger, ein Verein in Lagos, der größten Stadt seines Heimatlandes Nigeria. 1999 wechselte Aiyegbeni zu Hapoel Kfar Saba nach Israel. Nach einem Jahr wurde er an Maccabi Haifa zuerst verliehen und dann nach sehr erfolgreichen ersten Monaten gekauft. In der Saison 2002/03 erlangte er mit seinem Hattrick in der Champions League gegen Olympiakos Piräus und seinen insgesamt fünf Toren in fünf Spielen die Aufmerksamkeit der westeuropäischen Klubs. Im Januar 2003 wurde der Nigerianer an den englischen Verein FC Portsmouth verliehen, bei dem er überzeugte und daher nach dem geschafften Aufstieg in die Premier League im April 2003 gekauft wurde. In seiner ersten Saison in der Premier League traf er 16 mal und schaffte damit seinen endgültigen Durchbruch. 2005 bewahrte er sein Team mit seinem Tor zum 1:1 gegen Bolton vor dem Abstieg. Im Sommer 2005 wechselte der beidfüßige Afrikaner für 9,75 Millionen Euro zum Ligarivalen FC Middlesbrough, bei dem er ebenfalls regelmäßig traf. Vor der Saison 2007/08 wechselte Yakubu für 18 Millionen Euro zum englischen Traditionsclub FC Everton, bei dem er gleich in seiner ersten Saison 15 Treffer in der Premier League erzielte und damit den fünften Platz in der Torjägerliste belegte.
Auch die Saison 2008/09 begann für ihn sehr gut, er traf in den ersten beiden Spielen. Jedoch riss sich Yakubu beim Auswärtsspiel gegen Tottenham Hotspur im November 2008 die Achillessehne und fiel damit für den Rest der Saison aus.
Am 31. August 2011 wechselte er für ein Jahr zu den Blackburn Rovers.
Am 28. Juni 2012 wurde Aiyegbeni vom chinesischen Klub Guangzhou R&F F.C. verpflichtet und spielte zwei Jahre in der Chinese Super League.
Nachdem er die Saison 2014/15 für den FC Reading tätig gewesen war, wechselte er im Sommer 2015 zum türkischen Erstligisten Kayserispor. Seine letzte Station war Coventry City, wo er es nur noch auf drei Kurzeinsätze brachte.

### Nationalmannschaft
Aiyegbeni spielt seit 2000 in der nigerianischen Fußballnationalmannschaft und nahm 2002, 2004 und 2008 jeweils am Afrika-Cup teil. Bisher spielte er 57 Mal für Nigeria und erzielte dabei 21 Tore. Sein Debüt gab er im April 2000 gegen die eritreische Fußballnationalmannschaft. Er nahm zudem mit der nigerianischen Nationalmannschaft an der Weltmeisterschaft 2010 in Südafrika teil, in der man in der Vorrunde ausschied.
Sein bisher letztes Länderspiel bestritt Aiyegbeni im Februar 2012.

## Titel und Erfolge
- Israelischer Meister: 2001, 2002
- Israelischer Ligapokalsieger: 2002
- UEFA-Pokalfinaleinzug: 2006